# 吉田鉄郎
吉田 鉄郎（よしだ てつろう、1894年5月18日 - 1956年9月8日）は、日本の建築家。庭園研究家としても知られる。逓信建築の先駆者のひとりであり、多くのモダニズム建築を設計した。著書の『日本の住宅』（1935年）は、日本の伝統建築について西洋の言葉で書かれた出版物の中で最も影響力のあった一冊と言われる。

## 来歴
1894年（明治27年）、富山県東礪波郡福野町（現・南砺市）に郵便局長を務める五島寛平の三男として生まれた。旧制高岡中学校（現・富山県立高岡高等学校）を卒業後、美術学校への進学を志望したが兄の反対に遭って断念した。旧制第四高等学校（現・金沢大学）を経て、1919年（大正8年）に東京帝国大学建築学科を卒業した。
卒業後には逓信省経理局営繕課に入り、同年に吉田芳枝と結婚して吉田姓となった。逓信省には同時期に山田守らの俊英が在籍していた。1921年（大正10年）から臨時電信電話建設局技師を務め、1924年（大正13年）に逓信省技師となった。1931年（昭和6年）から1932年（昭和7年）までドイツに留学した。
太平洋戦争中、逓信省を辞して一時的に故郷に戻った。終戦後には再び上京し、1946年（昭和21年）には日本大学教授に就任した。1947年（昭和22年）、宮内省内匠寮の後進である宮内府主殿寮工務課嘱託に就任し、大宮御所御座所を設計担当した。晩年にはドイツ語や英語で日本建築や日本庭園に関する著作を執筆し、外国人研究者に広く読まれることとなった。
1949年（昭和24年）、病気のために主殿寮工務課嘱託を辞任した。脳腫瘍に侵され寝たきり状態の中、『Der japanische Garten』『スウェーデンの建築家』などを口述で著した。1953年（昭和28年）、著書『日本の建築』で日本建築学会賞を受賞した。これらの吉田の著作はドイツで出版され、日本の建築を欧米諸国に伝える一助となった。

## 人物
山田守とともに逓信省建築の全盛を築きあげ、その建築は日本近代建築の普及に大きな影響を与えた。
初期はドイツ表現主義やエストベリなど北欧建築の影響を受け、後にモダニズム建築の傑作を生み出した。ブルーノ・タウトが来日した際は桂離宮など各地を案内した。タウトは吉田の設計した東京中央郵便局を、モダニズムの傑作と讃えた。
ドアノブに触れないほど神経質であり、常に消毒液を持ち歩いていたという。

## 主な仕事
| 建造物名                 | 竣工年 | 所在地               | 状態             | 備考                         |
| ------------------------ | ------ | -------------------- | ---------------- | ---------------------------- |
| 西方寺授眼寺仏教図書館   | 1919年 | 富山県南砺市         | 現存             |                              |
| 旧福野郵便局の離れ       | 1923年 | 富山県南砺市         | 現存             |                              |
| 旧山田郵便局電話分室     | 1923年 | 三重県伊勢市         |                  |                              |
| 旧京都中央電話局上京分局 | 1924年 | 京都府京都市上京区   |                  | 現・フレスコ河原町丸太町店   |
| 旧京都中央電話局         | 1926年 | 京都府京都市中京区   | 閉鎖             | 現・新風館                   |
| 検見川無線送信所         | 1926年 | 千葉県千葉市花見川区 |                  |                              |
| 別府市公会堂             | 1928年 | 大分県別府市         | 別府市指定文化財 |                              |
| 旧別府郵便局電話事務室   | 1928年 | 大分県別府市         | 登録有形文化財   | 現・別府市児童館             |
| 旧馬場氏牛込邸           | 1928年 | 東京都新宿区         | 重要文化財       | 現・最高裁判所長官公邸       |
| 山田家住宅洋館           | 1929年 | 富山県南砺市         | 登録有形文化財   |                              |
| 東京中央郵便局旧局舎     | 1933年 | 東京都千代田区       | 一部保存         |                              |
| 八戸郵便局電話事務室     | 1934年 | 青森県八戸市         | 現存せず         |                              |
| 仙台逓信診療所           | 1935年 | 宮城県仙台市         | 一部保存         |                              |
| 旧京都中央電話局下分局   | 1935年 | 京都府京都市下京区   |                  |                              |
| 旧馬場氏烏山別邸         | 1937年 | 東京都世田谷区       |                  | 現・第一生命グラウンド光風亭 |
| 大阪中央郵便局旧局舎     | 1939年 | 大阪府大阪市北区     | 現存せず         |                              |
| 旧馬場氏熱海別邸         | 1940年 | 静岡県熱海市         | 現存せず         | 富山市に移築予定             |
| 北陸銀行新潟支店         | 1950年 | 新潟県新潟市         | 現存せず         |                              |

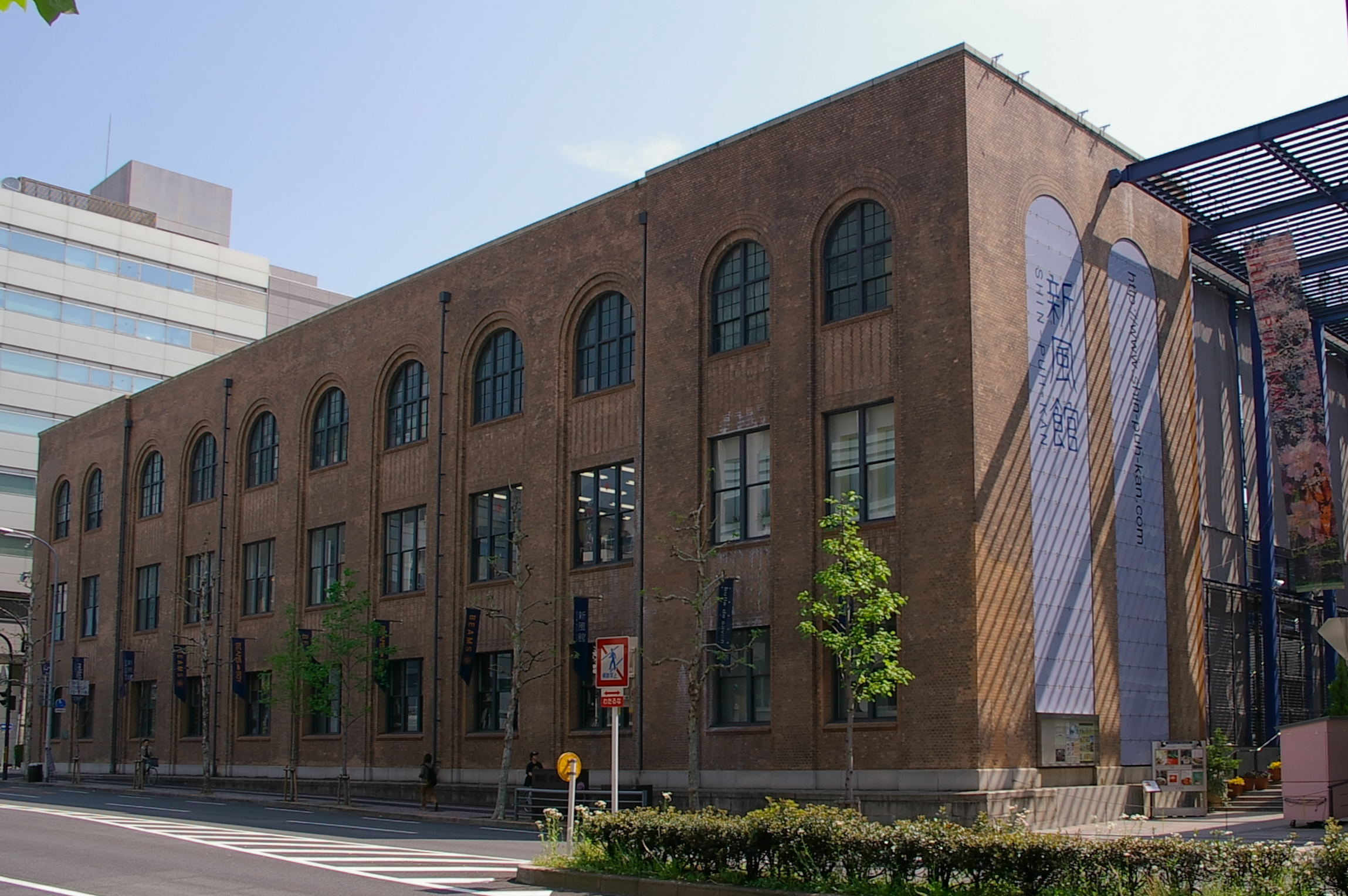
京都中央電話局（1926年、現・新風館）
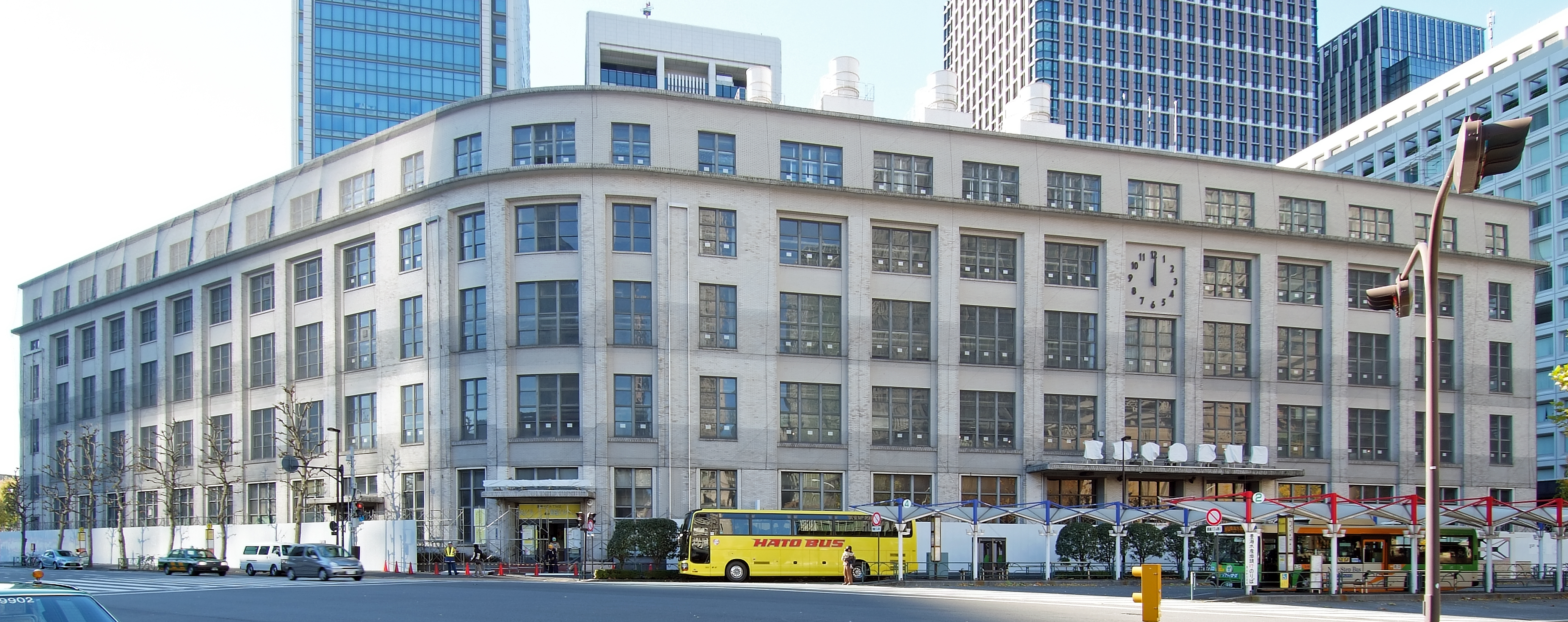
東京中央郵便局旧局舎（1933年）
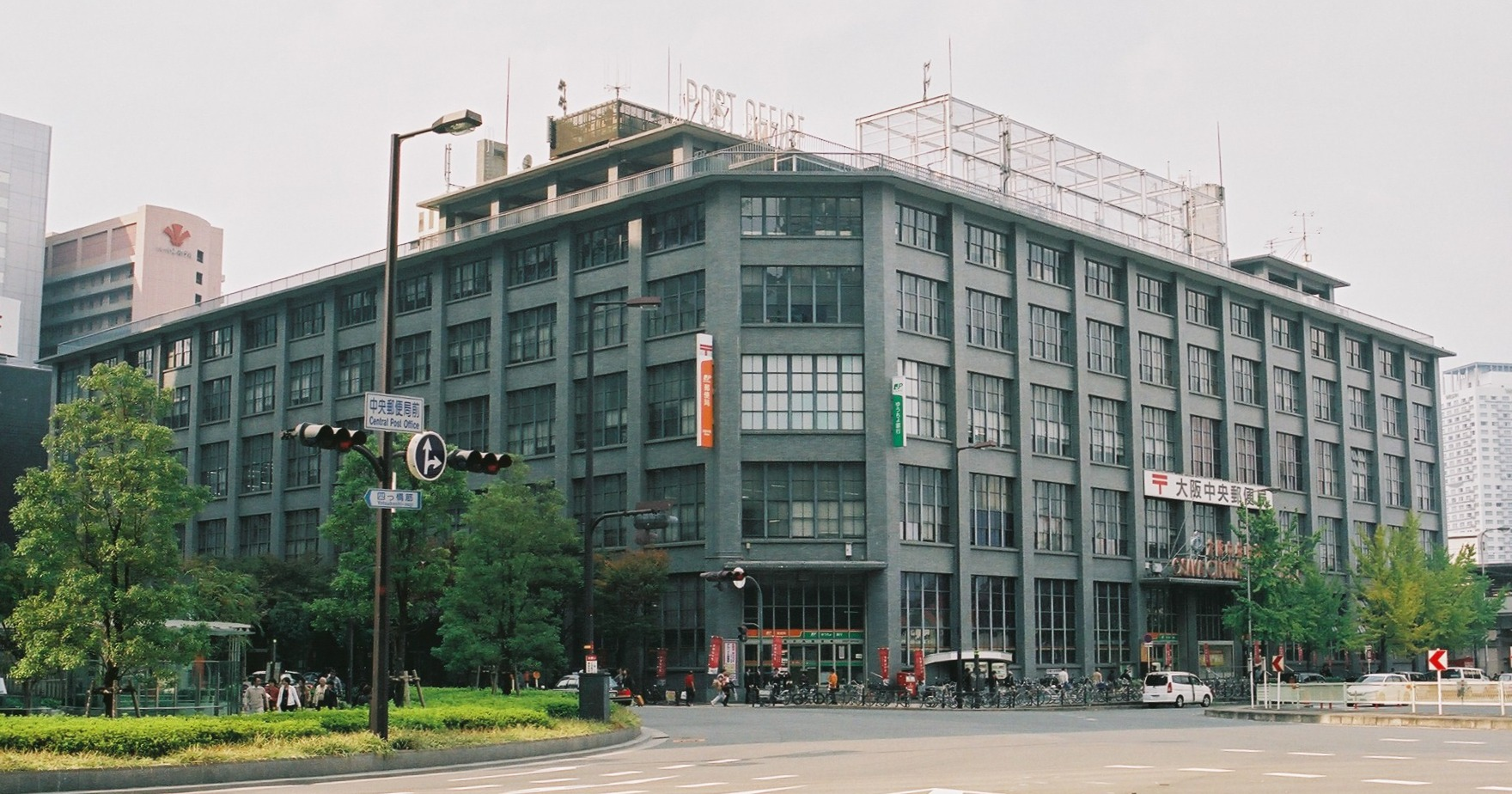
大阪中央郵便局（1939年）

## 著作
- 『Das Japanische Wohnhaus』（1935年）日本の住宅
- 『Japanesche Architektur』（1952年） 日本の建築
- 『Der japanische Garten』（1957年） 日本の庭園
- 『スウェーデンの建築家』（1957年）: 20世紀建築の傑作ストックホルム市庁舎（ラグナル・エストベリ設計）を中心に述べたもの